# Amphiprion barberi
Amphiprion barberi là một loài cá hề thuộc chi Amphiprion trong họ Cá thia. Loài này được mô tả lần đầu tiên vào năm 2008.

## Từ nguyên
Từ định danh được đặt theo tên của tiến sĩ Paul Barber đến từ Đại học Boston (Hoa Kỳ). Barber có những nghiên cứu quan trọng về mối quan hệ di truyền giữa các sinh vật rạn san hô ở khu vực Ấn Độ Dương - Thái Bình Dương. Ông cũng có công trong việc phân tích trình tự ADN để chứng minh tính hợp lệ của loài cá này.

## Phạm vi phân bố và môi trường sống
Trước đây, A. barberi chỉ được xem là một biến thể kiểu hình của Amphiprion rubrocinctus, sau đó là Amphiprion melanopus. Bằng phương pháp giải trình tự ADN, A. barberi mới được xem là một loài hoàn toàn hợp lệ.
A. barberi có phạm vi phân bố ở Trung Thái Bình Dương, được ghi nhận tại các đảo quốc là Fiji, Tonga và Samoa thuộc Mỹ. Loài cá này sinh sống gần các rạn san hô ở độ sâu đến ít nhất là 10 m, thường sống cộng sinh với hải quỳ của loài Entacmaea quadricolor và Heteractis crispa.

## Mô tả
A. barberi có chiều dài cơ thể tối đa được ghi nhận là 8,6 cm. A. barberi có màu cam ửng đỏ (sẫm nâu hơn ở lưng trên và trán) với một dải sọc trắng ở sau mắt. Vây lưng, vây hậu môn và rìa trước của vây bụng có viền đen. Cá con khoảng 2,5 cm có màu hồng cam với sọc trắng.
So với A. barberi, A. melanopus sẫm nâu (gần như đen) ở hai bên thân, vây bụng và vây hậu môn màu nâu sẫm (trong khi hai vây này ở A. rubrocinctus vẫn là màu đỏ cam).
Số gai ở vây lưng: 10; Số tia vây ở vây lưng: 16–18; Số gai ở vây hậu môn: 2; Số tia vây ở vây hậu môn: 14.

## Sinh thái học
Như những loài cá hề khác, A. barberi cũng là một loài lưỡng tính tiền nam (cá cái trưởng thành đều phải trải qua giai đoạn là cá đực) nên cá đực có kích thước nhỏ hơn cá cái. Một con cá cái sẽ sống thành nhóm cùng với một con đực lớn (đảm nhận chức năng sinh sản) và nhiều con đực nhỏ hơn. Nếu cá cái chết đi hoặc biến mất, cá đực lớn sẽ chuyển đổi thành cá cái và đứng đầu đàn. Trứng được cá đực lớn bảo vệ và chăm sóc cho đến khi chúng nở.
Thức ăn của A. barberi chủ yếu là những loài động vật phù du.